# Låt oss klippa håret i enlighet med den socialistiska livsstilen

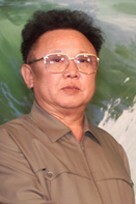
Kim Jong-Il i sin bouffant-frisyr.

Låt oss klippa håret i enlighet med den socialistiska livsstilen var ett TV-program som ingick i en nordkoreansk statlig propagandakampanj. Kampanjen offentliggjorde standarder för hårvård och klädsel och pågick under 2004 och 2005. Det sändes på statligt drivna Korean Central Television i huvudstaden Pyongyang. Delar av programserien återsändes senare av BBC One. 
TV-programmet hävdade att hårlängden kan påverka en människas intelligens, delvis på grund av att det växande håret berövar kroppen näringsämnen. Kampanjen var en del av den nordkoreanska statens långvariga restriktioner av frisyrer och klädsel som gick emot "socialistiska värden".

## Nordkoreas moderestriktioner
Denna typ av standarder för klädsel och hår har länge varit en del av det nordkoreanska samhället. Kim Jong-Il var känd för den kortklippta snaggade frisyr som kallades "Speed Battle Cut" när han först fick sin position under 1980-talets början, även om han senare bytte till den kortsidade bouffant som hans far Kim Il-Sung favoriserade. Sedan Kim Jong-Il efterträtt sin far lättade man på några av statens restriktioner vad gäller västerländskt klädmode. Kvinnor tilläts att permanenta håret, män kunde låta håret växa något längre och till och med offentliga danstillställningar blev tillåtna. Trots sådana eftergifter under början av Kim Jong-Ils styre fortsatte uppenbara västerländska symboler såsom jeans att vara förbjudna, och långt hår på män kunde leda till polisingripande och tvångsklippning.
Enligt den nordkoreanska dagstidningen Rodong Sinmun ("Arbetarnas tidning") utkämpade landets ledning ett gerillakrig mot kapitalistiskt inflytande i den personliga sfären. Tillsammans med långt hår sågs ovårdade skor som det förkroppsligande av den västerländska kulturen som om det imiterades skulle leda landet i fördärvet.

## TV-serier
Programmen började sändas 2004 som en del av tv-programmet Common Sense.[källa behövs] Hösten samma år påbörjades en större mediekampanj som propagerade för lämplig utstyrsel och prydligt utseende hos män. Programmet uppmuntrade till korta frisyrer som "helikopterplatta"  (med kort hår som blir något längre högst upp och bildar som en slags platta) och frisyrer i tre olika höjder. Enligt programmet borde hår vara mellan 1 och 5 centimeter långt, och rekommenderade män att klippa sig var femtonde dag. De officiella frisyrerna tillät män över femtio år att ha upp till 7 centimeter långt hår på hjässan för att dölja håravfall.
De första fem delarna av serien innehåll officiellt godkända frisyrer. En senare omgång av serien gick ett steg längre genom att visa vissa exempel på hur män inte borde klippa sig. I exemplen visades personens namn och var de antingen bodde eller arbetade, genom textremsa och/eller röst. Exempelvis visade i ett avsnitt från januari en nordkoreansk medborgare vid namn Ko Gwang Hyun vars ovårdade hår täckte hans öron upp som en dålig förebild.  Berättarrösten sade att "vi måste ifrågasätta den kulturella smaken hos denne kamrat som inte klarar att skämmas för sin frisyr. Kan vi förvänta oss att en man med detta ovårdade sinnelag utför sina plikter väl?"  I den andra serien intervjuades människor om sina frisyrer.
I huvudstaden Pyongyang rapporterade västerländska nyhetsartiklar att en dold kamera hade placerats för att upptäcka medborgare med olämpliga frisyrer. Detta ingick i ett tv-program som sändes vid samma tid som Låt oss klippa håret i enlighet med den socialistiska livsstilen. De skyldiga skulle sen intervjuas av programledaren och ombes att förklara sig. Deras namn, adress och arbetsplats skulle offentliggöras för att avskräcka andra från att bli utskämda och utfrusna. Ett par gånger fick även en mans hustru eller arbetsplats kritik för att inte hans utseende inte skötts utifrån de statliga riktlinjerna. Sociala seder och standarder formades för att blidka familjen Kim.